# The Boy with the Thorn in His Side
The Boy with the Thorn in His Side est une chanson du groupe de rock anglais The Smiths, quatuor musical de Manchester.
Elle est sortie en single en septembre 1985, atteignant la 23e place du UK Singles Chart. Une version légèrement remixée est apparue sur le troisième album de The Smiths The Queen Is Dead en juin 1986.
En 2003, Steven Morrissey chanteur du groupe, l'a nommé sa chanson préférée des Smiths.
Le critique  Richard Cook (en) du magazine NME (New Musical Express) note que Morrissey exprime sa chanson avec une certaine forme de yodle.

## Traduction du titre
The Boy with the Thorn in His Side se traduit de l'anglais par : Le garçon et sa bête noire….(ou plus littéralement la traduction est : Le garçon avec une épine dans le flanc).

## Genèse de la chanson
Margi Clarke journaliste, ayant interviewé Morrissey rapporte ses propos sur l'origine de la chanson : « L'épine (the Thorn dans le titre le la chanson), c'est l'industrie de la musique et tous ces gens qui ne croient jamais à ce que j'ai dit, et qui ont essayé de se débarrasser de moi, n'ont pas voulu jouer les disques »,.

The thorn is the music industry and all these people who never believe anything I said, tried to get rid of me, wouldn't play the records. - Interview de Morrissey avec Margi Clarke